# Vụ hỏa hoạn Blue Cut
Blue Cut Fire là vụ cháy đang diễn ra ở đèo Cajon, phía đông bắc dãy núi San Gabriel và hoang mạc Mojave tại Quận San Bernardino, California. Tình trạng khẩn cấp đã được ban bố ở San Bernardino.
Theo lời Thống đốc Jerry Brown, nhiều tòa nhà ở các quận Napa và Lake đã bị phá hủy, đồng thời đe dọa một số khu vực khác. Hơn 1.300 người đã chạy khỏi Middletown, phía bắc San Francisco. Anh Daniel Berlant, phát ngôn viên của cơ quan kiểm lâm và cứu hỏa California được hãng AFP dẫn lời cho biết hơn 275 nhà cửa đã bị phá hủy và Hội Chữ thập đỏ đang lập trại tạm cho người dân.

## Diễn biến
Tình trạng khô hạn và gió lớn đã khiến đám cháy bùng phát vào lúc 10 giờ 36 phút sáng theo giờ địa phương, ngày 16 tháng 8 năm 2016 tại ở hạt San Bernardino, phía tây Xa lộ Liên tiểu bang 15. Ngay sau đó, Ít nhất 700 lính cứu hỏa, 57 xe chữa cháy, 10 máy bay và 8 trực thăng chở theo vật liệu dập lửa đã được điều động đến hiện trường vụ cháy và 750 người được điều động bổ sung sau đó. Đến 22 giờ 30 phút cùng ngày, vụ cháy đã lan rộng khắp 73 km2.
Tính đến  ngày 18 tháng 8 năm 2016, ngọn lửa đã thiêu rụi 31,600 mẫu Anh (0,0 dặm vuông Anh; 0,1 km2) đất. Một lá cờ đỏ cảnh báo có hiệu lực trong khu vực xảy ra đám cháy, với nhiệt độ đạt gần 100 °F (38 °C) gió giật lên đến 30 dặm Anh trên giờ (48 km/h).